# Maria am Wasser
Maria am Wasser ist eine evangelisch-lutherische Kirche im Dresdner Stadtteil Hosterwitz. Mit ihrem Äußeren, das an den süddeutschen Sakralbau des Barock erinnert, ist sie für die Region Dresden völlig untypisch. Der Kirchhof zählt mit 1.500 Quadratmetern zu den kleinsten Friedhöfen der Stadt. Die Kirche Maria am Wasser und der Kirchhof stehen unter Denkmalschutz und gehörten als Teil der Kulturlandschaft Dresdner Elbtal von 2004 bis 2009 zum UNESCO-Welterbe.

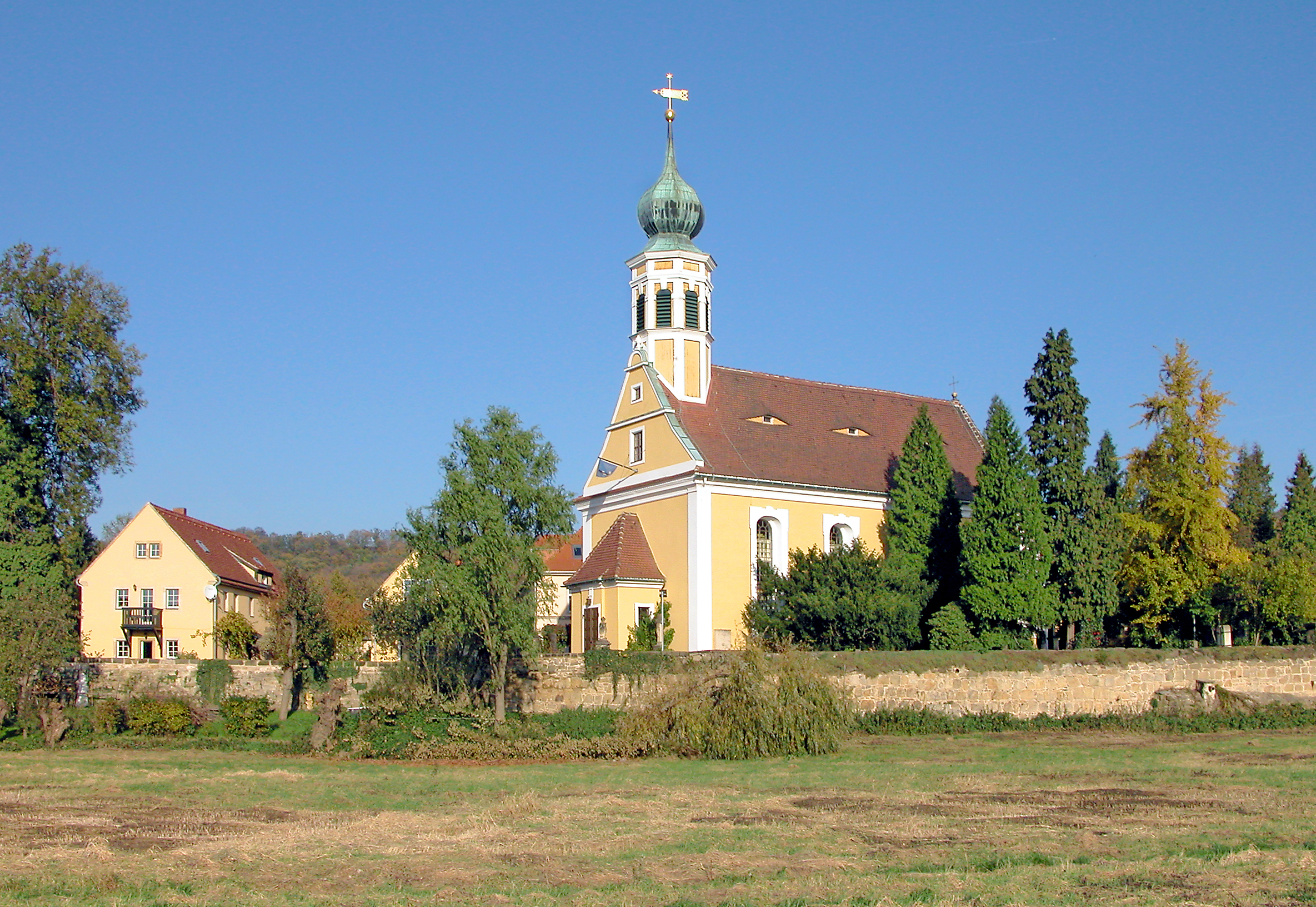
„Maria am Wasser“ in Hosterwitz

## Geschichte

### Vorgänger- und Neubau

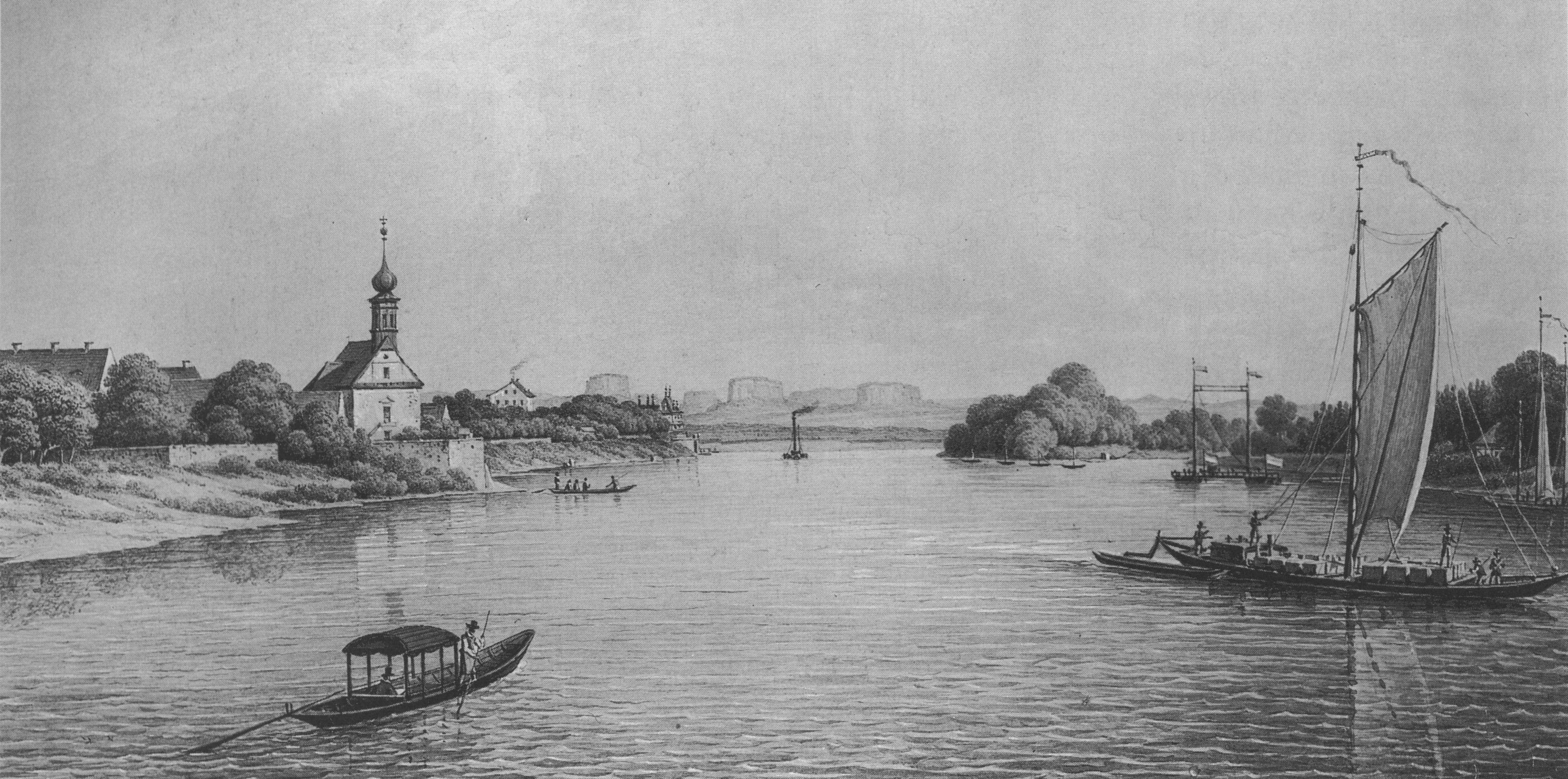
Die Kirche 1850

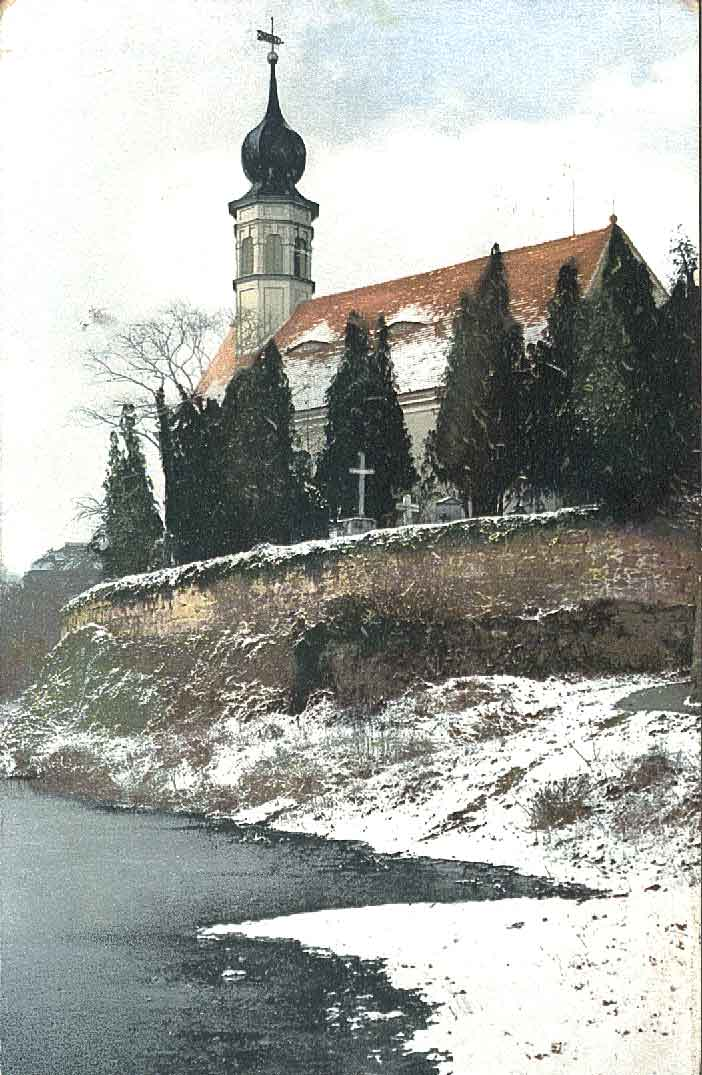
„Maria am Wasser“ um 1906

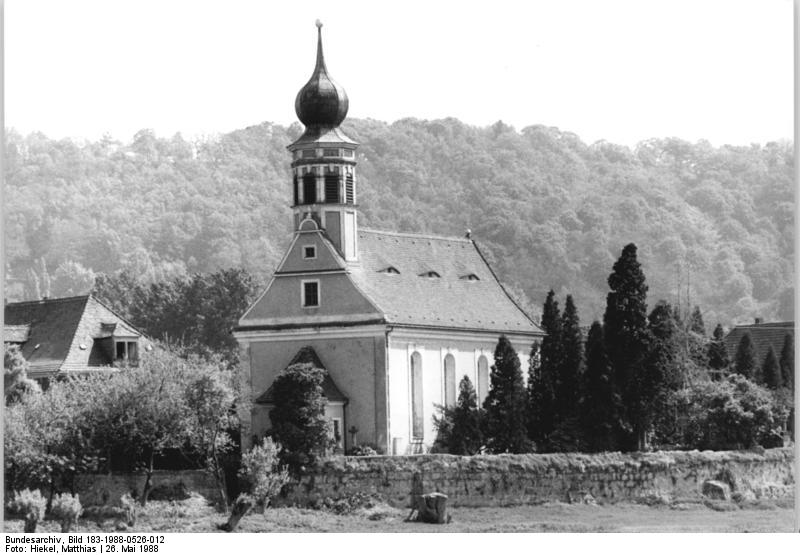
„Maria am Wasser“ 1988

In Hosterwitz, ursprünglich ein Kirchdorf, das rund 10 Kilometer von Dresden entfernt lag, soll es bereits kurz nach der Christianisierung um 1200 eine hölzerne Kirche gegeben haben. Um 1406 wird erstmals ein Pfarrer von Hosterwitz urkundlich erwähnt. Die Kirche war zu dem Zeitpunkt als Sakralbau nur für die vorreformatorischen Messgottesdienste eingerichtet.
Der heutige Kirchenbau geht der Überlieferung nach auf Dionysius von Carlowitz zurück, der ihn 1495 auf seine Kosten als spätgotischen Hallenbau errichten ließ. Die Kirche wurde um 1500 auf den Namen „Maria am Wasser“ getauft. Der Bau war zu der Zeit ein schlichtes Rechteck und niedriger und kürzer als die heutige Kirche. Die Kirche hatte keine Emporen und nur wenige Fenster. Sie wurde vor allem als Fischer- und Schifferkirche genutzt und war bis zur Reformation ein Wallfahrtsort.

### Barocker Umbau 1704
Ende des 17. Jahrhunderts entsprach „Maria am Wasser“ nicht mehr den Anforderungen der Zeit. Unter Pfarrer Christoph Rüdinger, der in Hosterwitz von 1680 bis 1724 wirkte, wurde der barocke Umbau der Kirche beschlossen. Ab 1698 sammelten die Gemeinde und die Kirchenväter Gelder für den auf 1700 Taler veranschlagten Umbau. Am 26. August 1702 brach die Räuberbande um Lips Tullian in die Kirche ein, in der das gesammelte Geld gelagert wurde, und stahl neben den Einnahmen auch wertvolles Kirchengerät. Zudem demolierten die Männer Teile der Kirche. Die Bande wurde erst 1714 gefasst und im folgenden Jahr hingerichtet.
Durch den Raub kam der für das Jahr 1704 geplante Umbau ins Stocken, da auch nach dem Eintreiben der Kirchenschulden rund 1000 Taler fehlten. Sie mussten 1704 geborgt werden und wurden anschließend bis 1732 beglichen. Im Jahr 1704 begann der Umbau der Kirche, bei dem sie ihre annähernd heutige Gestalt erhielt. Der Altarplatz wurde angebaut, der Kirchturm erhielt die von südlichen Barockbauten beeinflusste Zwiebelform und möglicherweise stammte auch die angebaute Sakristei aus dieser Zeit. Die Kirchturmfahne trägt die Jahreszahl 1741, da in diesem Jahr umfassende Dach- und Turmsanierungen stattfanden. Im Jahr 1774 wurde der Kirchinnenraum erheblich umgestaltet, so wurde der Altar in den neu angebauten Chorraum versetzt und die Kanzel, die sich bisher an der Südseite der Kirche befunden hatte, am Altar angebracht. Dabei gingen Teile des Altars verloren. Das Kirchendach wurde 1790 neu gedeckt; 1822 und um 1900 erfolgten weitere Restaurierungsarbeiten an und in der Kirche, so wurde der Altar farbig gestrichen und neue farbige Glasfenster  eingebaut. Eine Holztaufe aus dem Jahr 1786 erhielt die Hosterwitzer Kirche im Jahr 1930.

### Maria am Wasser von 1945 bis heute
Bei der Bombardierung Dresdens im Februar 1945 blieb „Maria am Wasser“ unbeschädigt, wurde jedoch drei Monate später von einer Brandbombe getroffen und leicht beschädigt. Von 1972 bis 1973 wurde der Innenraum der Kirche restauriert und die originale Farbgebung in hellem Weiß wiederhergestellt.
Im August 2002 war die Kirche „Maria am Wasser“ während des Hochwassers der Elbe für mehrere Tage rund 2 Meter unter Wasser gesetzt. Am 31. August 2003 wurde die mit Spenden und durch zahlreiche Helfer restaurierte Kirche wiedergeweiht. Seit 2006 ist die Kirche „Maria am Wasser“ Teil der Nagelkreuzgemeinschaft. Das Nagelkreuz befindet sich links neben dem Altar an der Nordwand der Kirche.
Heute ist der Sakralbau eine beliebte Hochzeitskirche. Es finden regelmäßig Gottesdienste und Konzerte statt. Die Kirche „Maria am Wasser“ dient zusammen mit der Pillnitzer Weinbergkirche der Evangelisch-Lutherischen Kirchgemeinde Dresden-Hosterwitz-Pillnitz. Ein Sakralbau ähnlichen Namens ist die katholische Kapelle „Maria am Wege“ – die frühere Privatkapelle der Wettiner neben der Königlichen Sommervilla Hosterwitz – die sich unweit der Schifferkirche befindet.

### Pfarrer der Kirchgemeinde
Seit der Reformation
| - 1539 – Schumann, Jakob - 1559 – Keck von Schwarzbach, Peter - 1594 – Zitzner, Urban - 1627 – Grundmann, Jakob d. J. - 1637 – Rüdinger, Gottfried - 1669 – Kühn, Johann Heinrich - 1677 – Rüdinger, Johann Christoph - 1724 – Manzel, Johann Christoph - 1735 – Löser, Johann Christoph - 1748 – Limmer, Johann Christian | - 1773 – Löfler, Georg Friedrich - 1804 – Müller, Friedrich Christian - 1820 – Legler, Christian Ludwig Friedrich - 1829 – Löfler, Friedrich Wilhelm - 1859 – Schubarth, Ernst Friedrich Bernhard - 1860 – Weber, Eduard - 1882 – Gast, Heinrich Wilhelm - 1904 – Kretschmar, *Karl Otto - 1929 – Molwitz, Gustav Traugott *Rudolf - 1951 – Reinisch, Heinz |

## Baubeschreibung

### Äußeres

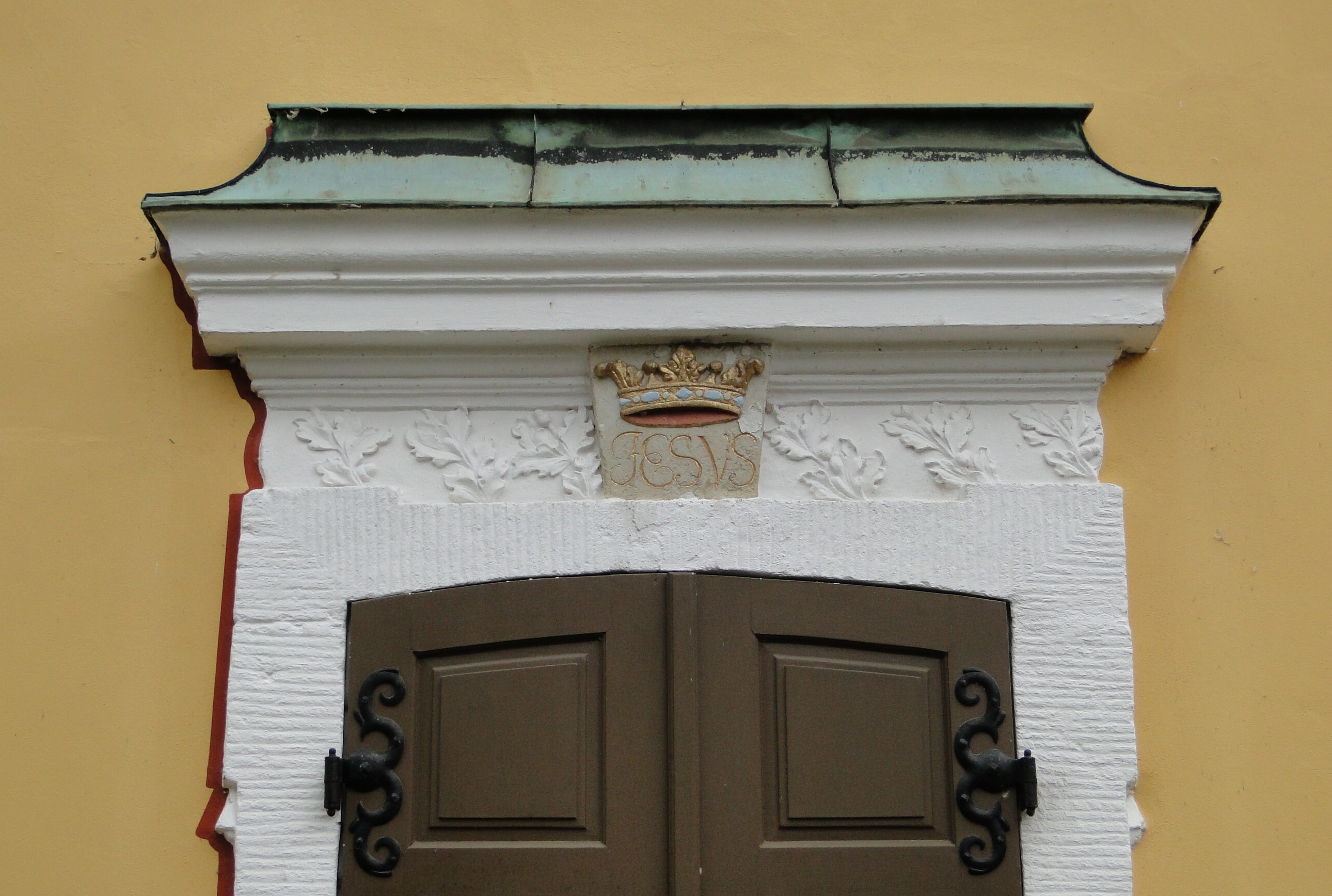
Zugang zur Kirche mit Schlussstein

Das Äußere der Kirche ist schlicht in einem Gelbton und weißen Absetzungen gehalten. Der Hauptzugang zur Kirche erfolgt an der Nordseite durch eine Stichbogentür, über deren Umrahmung sich ein Fries mit einem Schlussstein befindet. Der Fries zeigt Eichenzweige, der Schlussstein besitzt die Inschrift „JESUS“ und darüber eine farbige Krone. Ein älterer Zugang durch eine Rundbogentür befand sich an der südlichen Elbseite und ist zugemauert.
Die Ecken der Kirche sind mit einfachen Lisenen eingefasst, die in einem kräftigen Hauptgesims verlaufen. An der Westseite der Kirche befindet sich über einem Giebel der achtseitige Glockenturm in derben Barockformen mit Hohlkehle und sich anschließender Zwiebel. Drei der vier Glocken der Hosterwitzer Kirche wurden 1993 bei Rincker gegossen. Den Turm schließt eine Wetterfahne ab. Bis zur Wetterfahne ist die Kirche 27 Meter hoch.

### Inneres
Der Kircheninnenraum wird über hoher Kehle und kräftigem Gesims von einer flachen Decke abgeschlossen. Der Raum wird durch zweigeschossige Emporen an der Nord- und Südseite eingenommen, die aus der ersten Hälfte des 18. Jahrhunderts stammen. Sie bauen sich über derben, einfachen Säulen auf. Die Brüstungen sind dabei in rechteckige Felder geteilt.
Im Westen befand sich ursprünglich ebenfalls eine zweigeschossige Empore. In der zweiten Empore stand die Grabner-Orgel und in der ersten waren die sogenannten „verglasten Stühle“, die Betstübchen der Plantagengutbesitzer Herr, eingebaut. Zur ersten Empore der Westwand führte von außen eine doppelte Freitreppe. Im Jahr 1863 erhielt die Kirche eine größere Orgel, für die die Betstübchen abgebrochen wurden. Die neue eingeschossige Orgelempore stammt aus dem Jahr 1863 und nimmt heute die Westseite ein. Die Freitreppe wurde 1896 abgebrochen und im Westen der Kirche eine kleine Vorhalle angebaut. Im Osten gegenüber stehen Altar und Taufstein. Die Kirche bietet Sitzplätze für 382 Gläubige.

#### Altar und Kanzel

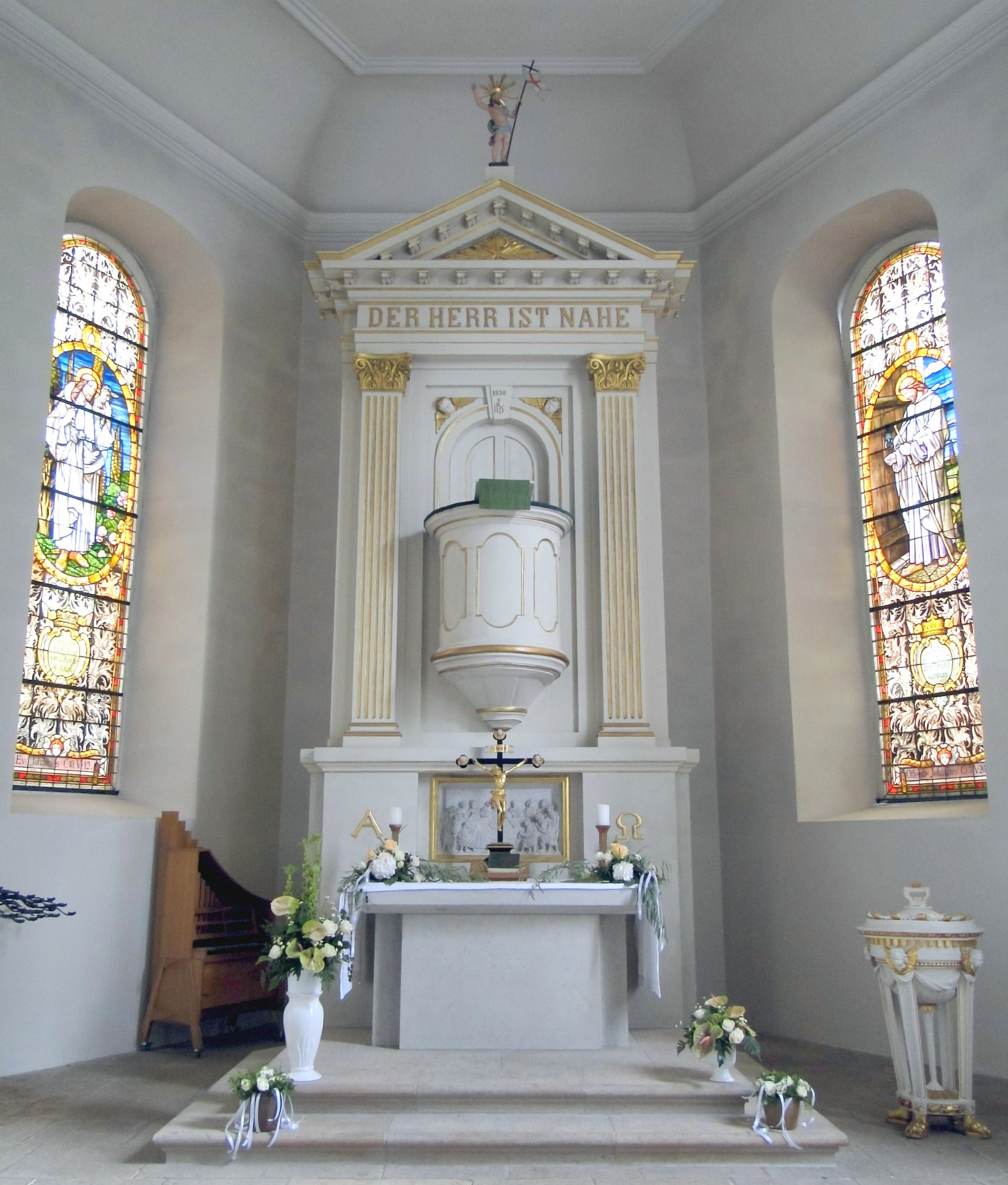
Altar mit Glasfenstern um 1900 und Taufstein aus dem Jahr 1796

Der Altar wurde 1644 von Conrad Buchau († 1657) aus Sandstein geschaffen. Er wurde 1774 in den Chorraum versetzt und mit der hölzernen Kanzel, die sich bis dahin an der Südseite der Kirche befunden hatte, verbunden. Dabei wurde der mittlere Teil des Altars, der wahrscheinlich die Kreuzigung darstellte, zerstört. Bis zur Renovierung 1930 waren größere Teile des Buchau-Altars erhalten, so das Relief von Jonas, der vom Walfisch ausgespien wird. Es befindet sich heute an der nördlichen Kirchwand im Altarbereich. Vom Buchau-Altar erhalten ist in der Predella ein Hochrelief, das die Abendmahlszene zeigt. Cornelius Gurlitt zählte um 1900 auch die bekrönende Christus-Figur mit der Glaubensfahne zu einem älteren Altar. Weitere Figuren, wie die sitzenden Evangelisten Markus und Matthäus, befanden sich in Giebelnähe über der Kanzel. Diese ist zwei Meter breit und sieben Meter hoch. Der Kanzelkorb ist in gleichförmige Felder geteilt. Auf Konsolen neben den die Kanzel umrahmenden Säulen befanden sich Statuen von Simon Petrus und Johannes.
Der Portikus-Kanzelaltar wurde 1930 renoviert und teilweise erneuert. Dabei wurden die Figuren des Altars bis auf den bekrönenden Christus entfernt. Der Schlussstein der früheren Kanzeltür mit der Jahreszahl 1774 befindet sich heute in der Sakristei.

#### Taufstein
Der alte Taufstein der Kirche stammt vermutlich aus der Zeit um 1500. Das Becken hat einen Durchmesser von 53 Zentimetern und eine Höhe von 30 Zentimetern und ist in gotischer Form mit Gitterwerk gestaltet. Der Stiel, der das Becken trägt, ist rund 50 Zentimeter hoch. Der Taufstein wird seit 1860 nicht mehr genutzt, steht jedoch nach seiner Restaurierung heute wieder in der Kirche.
Im Jahr 1930 erhielt die Kirche einen Taufstein im Empire-Stil, den ein Bildhauer namens Dost im Jahr 1796 für die Kirche in Lichtenstein geschaffen hatte. Dort war der Taufstein noch Ende des 19. Jahrhunderts in Gebrauch und wurde später in einer anderen Kirche vom Landesamt für Denkmalpflege entdeckt, restauriert und nach Hosterwitz versetzt. Der heute noch genutzte Taufstein steht auf vergoldeten Löwenklauen und zeigt am Taufbecken Puttenköpfe.

#### Fenster
Die Kirche hat seitliche korbbogenartige Fenster mit tiefen Laibungen, die auf die Anlage vor dem Umbau verweisen. Sie wurden 1774 mit einer kräftigen, heute weißgestrichenen Umrahmung mit Schlussstein versehen.
Die drei Fenster am Altarplatz zeigen innerlich tiefe Laibungen, unterscheiden sich äußerlich in ihrer Form jedoch nicht von den übrigen Fenstern. Die zwei großen Buntglasfenster werden auf 1896 datiert. Ein kleines Fensterbild in einem der Chorfenster stammt aus dem Jahr 1555 und stellt die Kreuzigung dar.

#### Orgel

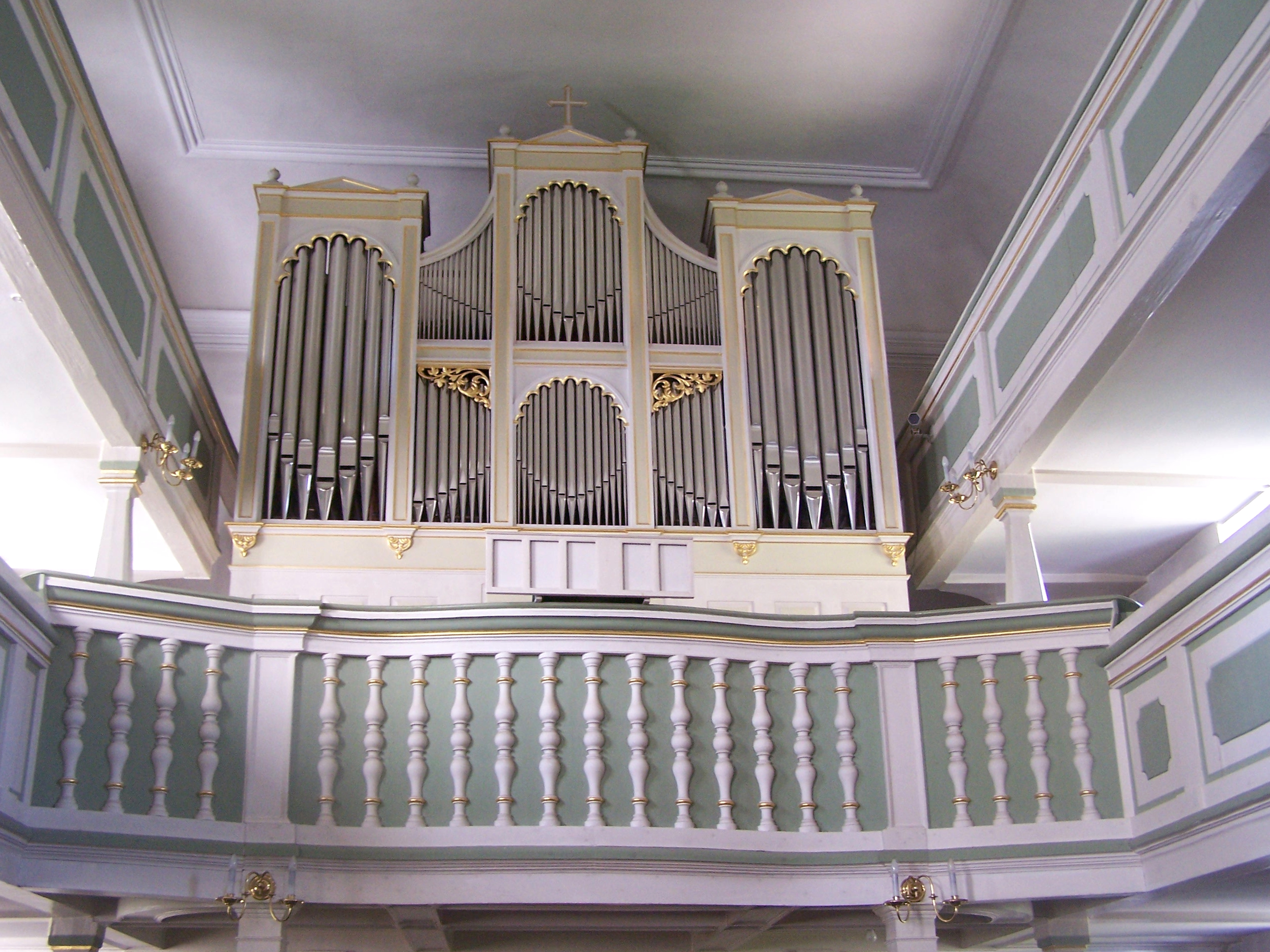
Prospekt der Kreutzbach-Orgel

Die erste erwähnte Hosterwitzer Orgel war um 1635 ein kleines tragbares Instrument. Im Jahr 1680 wurde unter Pfarrer Gottfried Rüdinger eine neue Orgel bei Orgelmacher Christian Grabner in Auftrag gegeben, die er bis 1682 fertigte. In den folgenden Jahren waren Reparaturen am Instrument nötig, das vor allem nach dem Kirchenumbau 1704 zu Schaden gekommen war. Die Orgel, die acht Register für das Manual und drei für das Pedal hatte, wurde bis 1863 gespielt.
Im Jahr 1862 gab die Gemeinde einen Orgelneubau bei Urban Kreutzbach in Auftrag, der 1863 die alte Grabner-Orgel ersetzte. Die Kreutzbach-Orgel „zeigt in acht Feldern 82 Pfeifen, insgesamt besitzt sie für 18 Register 970 Pfeifen“. Im Jahr 1917 mussten die Zinnpfeifen als „Metallspende des deutschen Volkes“ zum Einschmelzen abgegeben werden und wurden 1926 durch Zinkpfeifen ersetzt.
Die Orgel hat zwei Manuale, Pedal und 18 Register (10-5-3). Die Disposition der Orgel ist in der Orgeldatenbank Sachsen zu finden.
Das Elbhochwasser im August 2002 beschädigte die Orgel schwer. 2004 wurde sie durch die Orgelbau- und Restaurierungswerkstatt Rainer Wolter restauriert und der Prospekt rekonstruiert. Sie wurde im Gottesdienst am Ostermontag 2004 wieder eingeweiht.

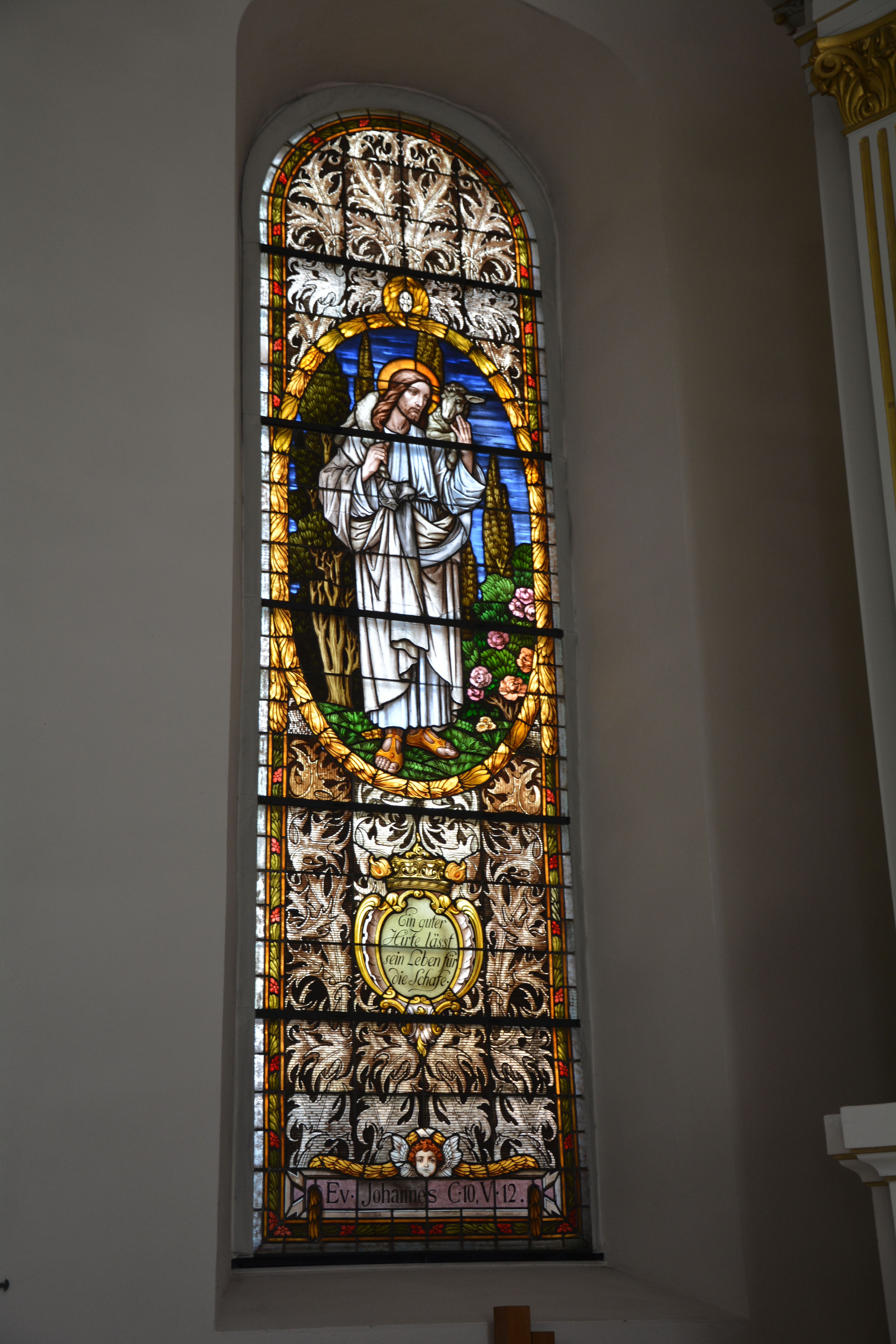
Altarfenster

## Geläut
Das Geläut besteht aus vier Bronzeglocken, der Glockenstuhl und die Glockenjoche sind aus Eichenholz gefertigt.
Im Folgenden eine Datenübersicht des Geläutes:
| Nr. | Gussdatum | Gießer                   | Durchmesser | Masse  | Schlagton |
| --- | --------- | ------------------------ | ----------- | ------ | --------- |
| 1   | 1993      | Glockengießerei Rincker  | ?           | 866 kg | a′        |
| 2   | 1892      | Glockengießerei Bierling | 725 mm      | 250 kg | c″        |
| 3   | 1993      | Glockengießerei Rincker  | 681 mm      | 187 kg | d″        |
| 4   | 1993      | Glockengießerei Rincker  | 588 mm      | 134 kg | f″        |

## Kirchenschmuck und Grabdenkmäler
Im Altarbereich an der Nordseite befindet sich ein Gemälde des Hosterwitzer Pfarrers Gottfried Rüdinger, das in Temperafarben und mit Öl übermalt nach dem Tod Rüdingers 1680 geschaffen wurde. Es ist von einem aufwändigen Holzrahmen, „bemalt grün und golden, Lorbeergewinde, über das sich Weinranken legen“, umgeben. Unter dem Gemälde befindet sich eine Sandsteindraperie mit oberem Feston, die die Lebensdaten Rüdingers enthält.
Westlich des Gemäldes, neben der Sakristeitür, befindet sich ein Grabstein einer böhmischen Exulantin, die 1660 in Hosterwitz verstarb. Weiter westlich ist eine Gedenktafel für Oberstleutnant Georg Wilhelm Trosche eingemauert. Die einfache Bronzeplatte enthält die Lebensdaten Trosches, der 1694 in der alten Frauenkirche beigesetzt worden war und nach deren Abriss in die Gruft der Hosterwitzer Kirche umgebettet wurde.
Auf der Südseite unter den Emporen befindet sich ein Stein mit der Inschrift „AS 1638“. Es handelt sich dabei um den Grabstein des Pillnitzer Schlosspredigers Abraham Steinbach, der 1638 verstarb und in der Kirche „Maria am Wasser“ beigesetzt wurde.
Im Altarbereich der Südseite steht das Grabdenkmal der ersten Ehefrau des Pfarrers Rüdinger, Rosina Rüdinger, die 1641 im Alter von 28 Jahren verstorben war. Die 80 Zentimeter breite und 173 Zentimeter hohe Sandsteinplatte zeigt Jesus am Kreuz und am Fuße eine kniende Frau, die die Hände ans Kreuz gelegt hat.
Nicht erhalten ist die bildliche Darstellung des auferstandenen Jesus, die Heinrich von Dörnberg geschaffen hatte, sowie eine Gethsemane-Szene von Johann Traugott Noack.

## Kirchhof

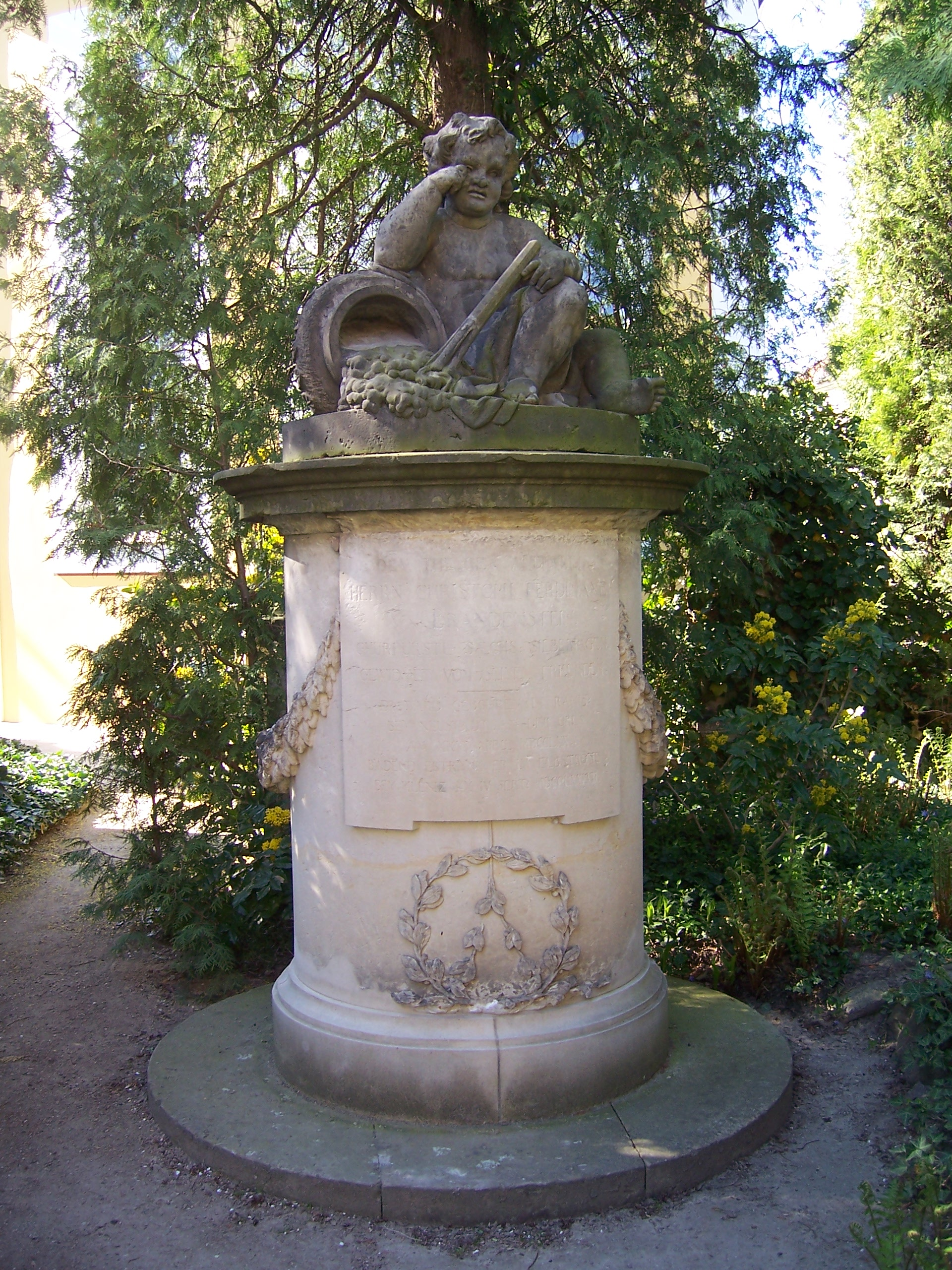
Grab des Silberpagen Christoph Ferdinand von Brandenstein auf dem Kirchhof

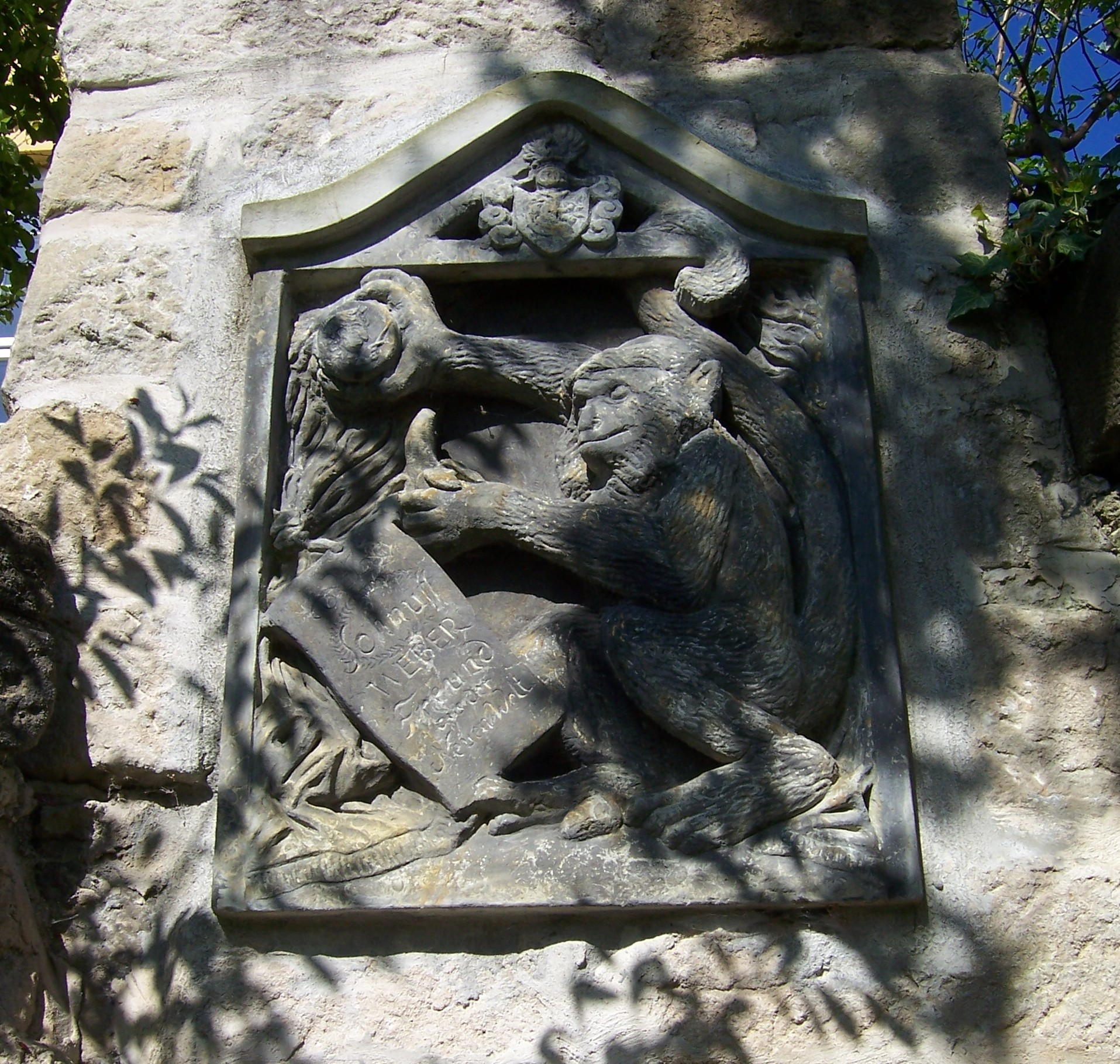
Schnuff-Stein in Dresden

Ein Friedhof an der Kirche existierte vermutlich bereits, seit die erste Hosterwitzer Kirche bestand. Seit der Zeit um 1500 wurde der „alte Gottesacker an der Kirche“ nachweislich von den Dorfbewohnern als Begräbnisstätte genutzt. Der Zugang zum Kirchhof erfolgt von der Nordseite der Kirchgasse über zwei Rundtore. Auf dem Friedhof mit einer Größe von 0,15 Hektar befinden sich etwa 150 Grabstellen.
Ab 1734 durften auf dem Kirchhof wegen Grabstellenmangels nur noch Mitglieder des kurfürstlichen Hofes und Pastoren der Kirchgemeinde beerdigt werden. Ein zweiter Friedhof, westlich der Kirche 1734 angelegt, wurde wegen häufiger Überschwemmungen 1867 aufgegeben und 1896 säkularisiert. Seit 1870 erfolgen Beerdigungen in Hosterwitz hauptsächlich auf dem dritten Friedhof unweit des Keppschlosses.
Viele der Sandsteingräber des Kirchhofs sind heute nicht mehr erhalten oder durch den Efeubewuchs unleserlich. Eines der künstlerisch bedeutendsten Gräber ist das Sandsteingrabmal für den Silberpagen Christoph Ferdinand von Brandenstein, der 1788 in der Elbe ertrank. Die „derbe wirkungsvolle Arbeit“ zeigt auf einer mächtigen Säule mit Inschrifttafel einen weinenden Knaben, der sich mit dem rechten Arm auf ein Gefäß stützt, aus dem Wasser strömt. Die linke Hand hält die Lebensfackel ins Wasser. Seit 2015 erinnert eine von Ole Göttsche geschaffene Gedenktafel an der Außenwand der Kirche an den Komponisten Julius Reubke, dessen Grab sich auf dem Hosterwitzer Friedhof befand und nicht erhalten ist.
Bekannte Persönlichkeiten, die auf dem Kirchhof Maria am Wasser ihre letzte Ruhestätte gefunden haben, sind:
- Kurt Bärbig (1889–1968), deutscher Architekt
- Wanda Bibrowicz (1878–1954), polnische Künstlerin
- Irma Lang-Scheer (1901–1986), Öl-, Aquarell-, Freskomalerin und Glasmalerin
- Rolf Göpfert (1903–1994), deutscher Architekt
- Julius Hammer (1810–1862), deutscher Schriftsteller und Dichter
- Ludwig von Hofmann (1861–1945), deutscher Maler
- Heinrich Klemm (1894–1982), deutscher Maler
- Ernst Alfred Mühler (1898–1968), Professor für Raumkunst der TU Dresden
- Amadeus Webersinke (1920–2005), deutscher Pianist
- Max Wislicenus (1861–1957), deutscher Künstler

Ein Kuriosum, der sogenannte „Schnuff-Stein“, befindet sich an der südwestlichen Außenmauer des Kirchhofs. Bei einem Aufenthalt in Hamburg hatte der Komponist Carl Maria von Weber mit seiner Frau von Matrosen einen Kapuzineraffen erstanden, den er Schnuff Weber nannte und in Hamburg und später in Dresden an seiner Seite hatte. Vor allem in Dresden sorgte er mit seinem Haustier für Aufsehen. Dem zahmen Affen widmete der Bildhauer Joachim Zehme ein Epitaph, dessen Reproduktion sich heute versteckt an der Mauer der Hosterwitzer Kirche befindet. Gesonderte Wegweiser leiten Interessierte zum Stein.